# Rogers Cup 2009
Der Rogers Cup 2009 war ein Tennisturnier der WTA Tour 2009 für Damen in Toronto und ein Tennisturnier der ATP World Tour 2009 für Herren in Montreal, Kanada. Das Damenturnier fand vom 15. Juli bis 23. August 2009 statt und das Herrenturnier vom 8. bis 16. August.

## Herrenturnier
→ Hauptartikel: Rogers Cup 2009/Herren
→ Qualifikation: Rogers Cup 2009/Herren/Qualifikation

## Damenturnier
→ Hauptartikel: Rogers Cup 2009/Damen
→ Qualifikation: Rogers Cup 2009/Damen/Qualifikation